# Al-Masrab
Al-Masrab (arab. المسرب) – miejscowość w Syrii, w muhafazie Dajr az-Zaur. W 2004 roku liczyła 4833 mieszkańców.